# Операция „История“
Операция „История“ е историческо телевизионно предаване по телевизия България Он Еър. Включва знакови моменти в българската и световна история и на значимите и противоречиви личности в нея. Предаването е насочено не само за за фактите и събитията, но и за емоциите, за радостите и тъгите, които се крият зад тях. Трибуна за полемика и плурализъм за миналото и истините, които водещия счита че трябва да се знаят, но и за героите, които трябва да се помнят. Автор и водещ на предаването е Росен Петров.
Предаването стартира на 8 април 2018 г. и се излъчва всяка неделя от 16:30 часа, в продължение на един час.
През май 2022 г. в предаването е допълнено с нова постоянна рубрика – „Тяхната история“. Заради новата рубрика предаването е удължено c 30 минути, и се излъчва от 16:30 до 18:00 часа. Според водещия на предаването, рубриката показва още по-неизвестни факти и процеси от българската и световна история, пречупени през призмата на днешния ден.

## Рубрики
- „История на водещия“: неизвестни факти и телевизионни разкази за живота на велики български личности, непознати от учебниците герои, емоционален разказ за личната им история.
- „Исторически процес“: противоречиви личности, процеси и периоди. Един срещу друг застават специалисти, общественици, хора на изкуството и културата. Дава се място за вечните исторически спорове – „Имало ли е турско робство или не“, „Трети март ли е нашият национален празник“, „Кои са върховете и паденията в историята на страната ни“ и други важни теми.
- „Тяхната история“: популярни личности споделят своята любима история, която смятат за важна.